# Palácio do Planalto
Palácio do Planalto (portugisiska: [paˈlasiu du plɐˈnawtu], ’Höglandspalatset’) är den brasilianska regeringens säte och den brasilianska presidentens officiella arbetsplats i Brasiliens federala huvudstad Brasília.  
I byggnaden finns, förutom presidentens kontor, två assisterande funktioner: presidentstaben (Casa civil) och generalsekretariatet (Secretaria-Geral da Presidência da República) samt en säkerhetsenhet (Gabinete de Segurança Institucional da Presidência da República).
Regeringskansliet är ett av tre federala organ som omger Praça dos Três Poderes (’De tre makternas plats’). De två andra är Nationalkongressen (Congresso Nacional) och Högsta domstolen (Tribunal Federal da Justiça).
Oscar Niemeyer ritade Palácio do Planalto till Brasiliens nya huvudstad Brasília och är huvudsakligen i glas med karakteristiska utvändiga marmorpelare. Enligt arkitekten: ”Lätta som fjädrar som landar på marken.” 
Fasaden mot Praça dos Três Poderes karakteriseras av marmorpelarna och rampen som leder in till stora salen. Till höger om rampen finns en talarstol (o parlatório) från vilken presidenten kan möta folket, till exempel vid sin installation.